# Odette Giuffrida
Odette Giuffrida (Roma, 12 de octubre de 1994) es una cabo del Ejército y deportista italiana que compite en judo.
Participó en tres Juegos Olímpicos de Verano, obteniendo dos medallas, plata en Río de Janeiro 2016 y bronce en Tokio 2020, ambas en la categoría de –52 kg, y el quinto lugar en París 2024, en la misma categoría.
Ganó dos medallas en el Campeonato Mundial de Judo, en los años 2023 y 2024, y cuatro medallas en el Campeonato Europeo de Judo entre los años 2020 y 2025.
En los Juegos Europeos consiguió dos medallas, bronce en Bakú 2015 (equipo) y bronce en Cracovia 2023 (equipo mixto).

## Palmarés internacional
| Juegos Olímpicos   | Juegos Olímpicos        | Juegos Olímpicos  | Juegos Olímpicos |
| Año                | Lugar                   | Medalla           | Categoría        |
| ------------------ | ----------------------- | ----------------- | ---------------- |
| 2016               | Río de Janeiro (Brasil) | Medalla de plata  | –52 kg           |
| 2020               | Tokio (Japón)           | Medalla de bronce | –52 kg           |
| Campeonato Mundial |                         |                   |                  |
| Año                | Lugar                   | Medalla           | Categoría        |
| 2023               | Doha (Catar)            | Medalla de bronce | –52 kg           |
| 2024               | Abu Dabi (EAU)          | Medalla de oro    | –52 kg           |
| Juegos Europeos    |                         |                   |                  |
| Año                | Lugar                   | Medalla           | Categoría        |
| 2015               | Bakú (Azerbaiyán)       | Medalla de bronce | Equipo           |
| 2023               | Krynica-Zdrój (Polonia) | Medalla de bronce | Equipo mixto     |
| Campeonato Europeo |                         |                   |                  |
| Año                | Lugar                   | Medalla           | Categoría        |
| 2020               | Praga (República Checa) | Medalla de oro    | –52 kg           |
| 2021               | Lisboa (Portugal)       | Medalla de plata  | –52 kg           |
| 2024               | Zagreb (Croacia)        | Medalla de plata  | –52 kg           |
| 2025               | Podgorica (Montenegro)  | Medalla de plata  | –52 kg           |